# Lesná (Pelhřimov)
Lesná è un comune della Repubblica Ceca facente parte del distretto di Pelhřimov, nella regione di Vysočina.